# Alternierendes Knotendiagramm

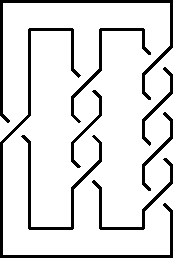
Ein alternierendes Knotendiagramm

Im mathematischen Gebiet der Knotentheorie ist ein alternierendes Knotendiagramm ein Knotendiagramm, bei dessen Durchlaufen man abwechselnd Über- und Unterkreuzungen durchläuft. Analog ist ein alternierendes Verschlingungsdiagramm ein Verschlingungsdiagramm, für das sich beim Durchlaufen jeder Komponente jeweils Über- und Unterkreuzungen abwechseln.
Ein alternierender Knoten ist ein Knoten, der sich zu einem alternierende Knotendiagramm in der Ebene projizieren lässt. (Nicht jede Projektion muss ein alternierendes Diagramm geben.) Entsprechend ist eine Verschlingung eine alternierende Verschlingung, wenn sie ein alternierendes Verschlingungsdiagramm besitzt.

## Kreuzungszahl

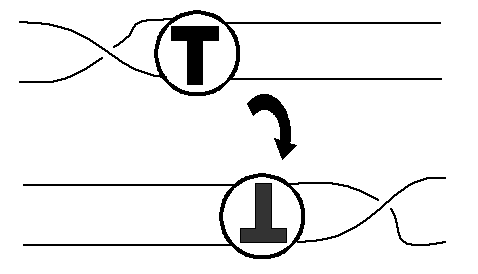
Flype: ein Tangle innerhalb des Knotendiagramms wird um 180^{0} gedreht

Ein alternierendes Diagramm heißt reduziert, wenn an jeder Kreuzung vier unterschiedliche Regionen anliegen. Ein reduziertes alternierendes Diagramm berechnet die Kreuzungszahl, d. h. es ist das Diagramm minimaler Kreuzungszahl für den gegebenen Knoten.

## Eindeutigkeit
Je zwei reduzierte alternierende Diagramme desselben orientierten Knotens gehen durch eine Folge von Flypes (Drehungen eines Tangles um 180°) auseinander hervor. Damit lässt sich leicht entscheiden, ob zwei alternierende Diagramme denselben Knoten darstellen.

## Seifert-Fläche
Der Seifert-Algorithmus liefert für alternierende Knoten und Verschlingungen eine Seifert-Fläche minimalen Geschlechts {\displaystyle g}. Insbesondere gilt für alternierende Verschlingungen die Gleichung {\displaystyle d=2g}, wobei {\displaystyle d} den Grad des Alexander-Polynoms bezeichnet.

## Twist-Zahl und hyperbolisches Volumen
Alternierende Primknoten sind hyperbolisch. Das hyperbolische Volumen eines hyperbolischen Knotens kann durch die Twistzahl (d. h. Anzahl der Twist-Regionen) {\displaystyle tw(D)} eines alternierenden Diagramms abgeschätzt werden:
{\displaystyle {\frac {1}{2}}v_{3}tw(D)-1<vol(S^{3}\setminus K)<10v_{3}(tw(D)-1)},
wobei {\displaystyle v_{3}} die Gieseking-Konstante bezeichnet.